# Roberto Mauro
Roberto Mauro de Oliveira, conosciuto semplicemente come Roberto Mauro (Belo Horizonte, 12 aprile 1941), è un ex calciatore brasiliano, di ruolo attaccante.

## Carriera
Dal 1961 al 1968 ha militato nell'Atlético Mineiro, vincendo un campionato Mineiro nel 1963 oltre che giocare quattro stagioni nella Séria A brasiliana.
La sua militanza con gli Alvinegro fu interrotta da un passaggio al Bangu nel 1964 e nel 1968 viene ingaggiato dalla franchigia statunitense dei Washington Whips per giocare nella prima edizione della NASL. Con i Whips ottenne il secondo posto dell'Atlantic Division, non accedendo alla fase finale del torneo.
Chiuse la carriera nel Villa Nova nel 1970.

## Palmarès

### Competizioni statali
- Campionato Mineiro: 1

Atlético Mineiro: 1963